# Menyllus rotundipennis
Menyllus rotundipennis är en skalbaggsart som beskrevs av Stefan von Breuning 1968. Menyllus rotundipennis ingår i släktet Menyllus och familjen långhorningar. Inga underarter finns listade i Catalogue of Life.